# Pauperism
Pauperism kommer från latins pauper, som betyder "fattig". Pauper i brittisk mening antyder på att man lever under dåliga förhållanden och för att räknas som en pauper måste man uppnå vissa kriterier inom de brittiska fattigdomslagarna, den så kallade anti-Poor Law. För att förtydliga allt i en generell mening refererar man till alla som får ekonomisk assistans på den offentliga sektorns bekostnad.  
Thomas Robert Malthus var en av Adam Smiths elever som ägnade sig åt att analysera sambandet mellan fattigdom och befolkningsutvecklingen. I boken An Essay on the Principle of Population (1798) påpekade Malthus att jordens resurser aldrig kommer att kunna hålla samma takt som befolkningsökningen. 
På 1830-talet drabbades Europas ekonomi av stora påfrestningar som kom att påverka hela århundradet. I slutet på 1800-talet såg man en kolossal ökning av människor i de europeiska länderna. Detta resulterade till att många människor sökte arbete men det fanns inte tillräckligt med arbetsplatser. Många människor, som bodde och arbetade på lantbruk, flyttade in i storstäderna för att leva i överbefolkade slumområden. De få lantbrukare som stannade kvar ute på landsbygden märkte av att de inte fick sålt sina varor och tjänade inte tillräckligt med pengar för att driva lantbruket. Detta resulterade till att utbudet av basvaror sjönk och matpriserna steg vilket ledde till att pauperismen ökade i samhället. Fler människor riskerade att bli sjuka och antalet dödsfall ökade.